# Comuna Krasnosilka, Odesa
Krasnosilka (în ucraineană Красносілка) este o comună în raionul Odesa, regiunea Odesa, Ucraina, formată din satele Bukaci, Iliceanka, Ivanove, Korsunți, Krasnosilka (reședința), Kubanka, Lizînka, Novi Șompolî, Novokubanka, Pavlînka, Peremojne, Șamanivka, Sozonivka  și Vasîlivka.

## Demografie
Componența lingvistică a comunei Krasnosilka
     Ucraineană (73,29%)
     Rusă (22,79%)
     Bulgară (1,45%)
     Alte limbi (1,93%)
Conform recensământului din 2001, majoritatea populației comunei Krasnosilka era vorbitoare de ucraineană (73,29%), existând în minoritate și vorbitori de rusă (22,79%) și bulgară (1,45%).